# Gustave de Laffitte de Lajoannenque
Gustave de Laffitte de Lajoannenque, né le 26 février 1826 à Agen (Lot-et-Garonne) et mort le 11 avril 1908 à Astaffort (Lot-et-Garonne), est un homme politique français.

## Biographie
Avocat, propriétaire viticulteur, il est maire d'Astaffort, conseiller général et député de Lot-et-Garonne de 1876 à 1885 et 1889 à 1893, inscrit au groupe de la Gauche républicaine. Il est l'un des 363 députés qui refusent la confiance au gouvernement de Broglie, le 16 mai 1877.

## Sources
- « Gustave de Laffitte de Lajoannenque », dans Adolphe Robert et Gaston Cougny, Dictionnaire des parlementaires français, Edgar Bourloton, 1889-1891 [détail de l’édition]
- « Gustave de Laffitte de Lajoannenque », dans le Dictionnaire des parlementaires français (1889-1940), sous la direction de Jean Jolly, PUF, 1960 [détail de l’édition]
- Ressource relative à la vie publique :   - Base Sycomore